# Ramon Tor i Deseures
Ramon Tor i Deseures   (Borredà, 1880 - Barcelona, 15 de gener de 1951) va ser un actor, dramaturg i poeta català. Va participar de manera habitual dels muntatges d’Adrià Gual i la seva companyia Teatre Íntim. El 1995, la seva despulla fou portada del Cementiri de les Corts de Barcelona al de Borredà, on jeu actualment.

## Biografia
Nascut a Borredà, es va traslladar a Barcelona amb la seva mare i germans després de la mort prematura del seu pare. En l’època d’estudiant va assistir als Espectacles i Audicions Graner d’Adrià Gual, fet que va motivar la seva fascinació pel teatre. Després d’abandonar els estudis eclesiàstics al seminari, va fer-se aprenent d’escultor. Espectador assidu del teatre Novetats, va acabar establint relació amb Adrià Gual, que el va animar a dedicar-se al teatre professionalment. Les seves primeres interpretacions van ser en els Espectacles i Audicions Graner d’Adrià Gual i, posteriorment, va passar a formar part de la seva companyia, Teatre Íntim, fet que li va permetre deixar la seva feina als ferrocarrils. L’any 1915 se separà d’Adrià Gual i va començar a actuar assíduament en la majoria de teatres de Barcelona amb obres d’autors catalans i estrangers. L’any 1929 va impulsar la creació d’una associació d’homes de lletres i amants de l’art anomenada l’Associació Teatre, sense èxit.
Pel que fa al Ramon Tor poeta, l’any 1925 va publicar el seu primer llibre, La companyia. La poesia es va convertir en una constant en la seva vida fins al punt que va acabar publicant una desena de llibres amb una marcada influència de Joan Maragall. Alguns dels títols clau són Ruta (1930), L’hereu Riera (1938), Cants de guerra i pau (1938) o Cants d’amor (que data del 1939, però segurament escrit amb posterioritat).
Va formar part del grup de rapsodes de l’Associació de Lectura Catalana. La seva carrera com a actor va quedar greument perjudicada per la tuberculosi. L’any 1926 ja es va haver d’internar en una clínica i, finalment, va acabar apartat dels escenaris. Des d’aleshores es va limitar a intervencions esparses com a actor i a fer de doblador per a la Metro. Va morir el 15 de gener del 1951 i va ser enterrat al cementiri de Les Corts. L’any 1995, però, es van traslladar les seves restes al cementiri de Borredà.

## Trajectòria professional
Actor
- 1906, 20 d'abril. En el paper d'El cosí a l'obra Scherzo de Josep Pous i Pagès, estrenada al teatre Principal de Barcelona. Director artístic: Adrià Gual.
- 1908, 22 de març. En el paper de Vergés a l'obra Aigües encantades de Joan Puig i Ferreter, estrenada al teatre Romea de Barcelona.
- 1908, 18 d'abril. En el paper de Lluch a l'obra En Joan dels Miracles d'Ignasi Iglésias. Estrenada al teatre Romea de Barcelona.
- 1912, 24 de febrer. En el paper de Senyor Reig a l'obra Torre Torretes de Josep Burgas. Estrenada al teatre Catalunya de Barcelona.
- 1912, 30 de març. En el paper d'Un Cec, 25 anys a l'obra La Verge del Mar de Santiago Rusiñol, estrenat al teatre Catalunya de Barcelona.
- 1912, 13 d'abril. En el paper de Galcerà a l'obra La forastera de Pau Parellada i Molas, estrenada al teatre Catalunya de Barcelona.
- 1912, 4 de maig. En el paper de Moàs a l'obra El gran Aleix de Joan Puig i Ferreter. Estrenada al teatre Catalunya de Barcelona.
- 1912, 11 de maig. En el paper de Bartolí a l'obra En Joan Bonhome de Josep Pous i Pagès, estrenada al teatre Catalunya de Barcelona.
- 1912, 27 de novembre. En el paper d'El Marxant vell a l'obra Epitalami d'Ambrosi Carrion, estrenada al teatre Espanyol del Paral·lel, de Barcelona.

Poeta
- La companyia (1925)
- Ruta (1930)
- Panorames socials (1933), recull d'articles.
- Novenari líric (1938)
- L'hereu Riera (1938)
- Cants de guerra i de pau (1938)
- Pastoral (1938)
- Cants d'amor (1939) (segurament editat després del 1945)
- Cant a Gombrèn (1949)
- La llum, la nit i el dia (1950)